# 브레넌 매닝
브레넌 매닝(Brennan Manning, 1934년 4월 27일~2013년 4월 12일)은 미국 로마 가톨릭 교회 신부이자 영성가이다.

## 생애
로마 가톨릭 교회 가정에서 태어났으며, 고등학교 졸업 후 미국 해병대원으로 한국전쟁에 참여했다. 샌프란시스코 대학교졸업후 신학교(Semitary)에 진학했다. 1963년 신학교를 졸업한 브레넌은 프란체스코 수도회에 입회하였다. 수도원에서 사제서품을 받은 그는 수년후 프란체스코 수도회에 소속되어 있는 작은 예수형제회(Little Brothers of Jesus)에서 노동에 종사하면서 수도생활을 했다.이때 브레넌은 한국 등의 여러 나라에서 온 형제들과 사귀면서 용서에 대해서 배우는 영적인 성숙을 한다. 그는 로마 가톨릭 교회와 개신교회의 구분없이 강연을 했으며 저술활동을 통해 예수의 삶을 따를 것을 촉구했다.

## 저서
- 《어리석은 자는 복이 있나니》(The Importance of Being Foolish: How to think like Jesus)/복있는 사람(2006년)
- 《아바의 자녀》(Abba's Child: The Cry of the Heart for Intimate Belonging)/복있는 사람(1994년)
- 《신뢰》/복있는 사람
- 《사자와 어린양》(Lion and Lamb/the Relentless Tenderness of Jesus)/복있는 사람(1986년)
- 《Gentle Revolutionaries》, 1970
- 《Souvenirs of Solitude》, 1979
- 《Stranger to Self-Hatred》, 1981
- 《Parable of William Juan》, 1985
- 《Prophets & Lovers: In Search of the Holy Spirit》, 1985
- 《The Signature of Jesus》, 1988
- 《부랑아 복음》(The Ragamuffin Gospel)/진흥
- 《그대 주님 따르려거든 (The Signature of Jesus, 1996)》, 좋은씨앗, 2007
- 《The Boy Who Cried Abba: A Parable of Trust and Acceptance》, 1996
- 《Reflections for Ragamuffins: Daily Devotions from the Writings of Brennan Manning》, 1998
- 《Ruthless Trust: The Ragamuffin's Path to God》, 2001
- 《Rich Mullins: An Arrow Pointing to Heaven》, 2001 (foreword only)
- 《The Wisdom of Tenderness: What Happens When God's Fierce Mercy Transforms Our Lives》, 2002
- 《The Journey of the Prodigal: A Parable of Sin and Redemption》, 2002
- 《나를 이처럼 사랑하사' (A Glimpse of Jesus: The Stranger to Self-Hatred)》좋은 씨앗, 2003